# Guzy (Ermland-Mazurië)
Guzy (Duits: Guhsen) is een plaats in het Poolse woiwodschap Ermland-Mazurië, gelegen in het district Olecki. De plaats maakt deel uit van de landgemeente Kowale Oleckie.